# Слокомб, Дуглас
Дуглас Слокомб (англ. Douglas Slocombe; 10 февраля 1913 — 22 февраля 2016) — британский кинооператор, ветеран британского кинематографа. 

## Биография
Его первыми фильмами были несколько комедий на Ealing Studios, где заметными фильмами были «Добрые сердца и короны» (1949), «Человек в белом костюме» (1951), «Банда с Лавендер Хилл» (1951) и «Молния Титфильда» (1953).
Его работа в качестве оператора включает фильмы «Пообещай ей что-нибудь» (1965), «Бал вампиров» (1967), «Ограбление» (1967), «Ограбление по-итальянски» (1969), «Нижинский» (1980), неофициальный фильм про Джеймса Бонда «Никогда не говори «никогда»» (1983) и первые три фильма франшизы об Индиане Джонсе между 1981 и 1989 гг.
Он был номинирован на премию «Оскар» за фильмы «Путешествия с моей тётей» (1973), «Джулия» (1977) и «Индиана Джонс: В поисках утраченного ковчега». Он также лауреат премии BAFTA за фильмы «Слуга» (1963), «Великий Гэтсби» (1974) и «Джулия», и ещё был номинирован за фильмы «Пушки при Батаси» (1964), «Голубой Макс» (1966), «Лев зимой» (1968), «Путешествия с моей тётей» (1973), «Иисус Христос — суперзвезда» (1973), «Роллербол» (1975), «Индиана Джонс: В поисках утраченного ковчега» (1981) и «Индиана Джонс и храм судьбы» (1984).
Он также выиграл премию «Британского Общества Кинооператоров» пять раз, столько же и премий «Lifetime Achievement» в 1995 году.
В 2008 году был награждён орденом Британской империи.
Упоминается в книге «Беседы с кинооператорами» (англ. Conversations with Cinematographers) Дэвида Эллиса, опубликованной в американском издательстве Scarecrow Press.

## Избранная фильмография
- Большая блокада (1942)
- Глубокой ночью (1945)
- Жизнь на воде (1945)
- В воскресенье всегда идёт дождь (1947)
- Шум и крик (1947)
- Сарабанда для мёртвых влюблённых (1948)
- Добрые сердца и короны (1949)
- Человек в белом костюме (1951)
- Банда с Лавендер Хилл (1951)
- Мэнди (1952)
- Хватай и беги (1955)
- Людвиг II: Блеск и падение короля (1955)
- Самое маленькое шоу на земле (1957)
- Человек в небе (1957)
- Цирк ужасов (1960)
- Вкус страха (1961)
- Фрейд: Тайная страсть (1962)
- Угловая комната (1962)
- Слуга (1963)
- Третий секрет (1964)
- Пушки при Батаси (1964)
- Пообещай ей что-нибудь (1965)
- Ураган над Ямайкой (1965)
- Голубой Макс (1966)
- Ограбление (1967)
- Бал вампиров (1967)
- Лев зимой (1968)
- Бум! (1968)
- Ограбление по-итальянски (1969)
- Любители музыки (1970)
- Война Мёрфи (1971)
- Путешествия с моей тётей (1972)
- Иисус Христос — суперзвезда (1973)
- Великий Гэтсби (1974)
- Любовь среди руин (1975)
- Роллербол (1975)
- Хедда (1975)
- Моряк, который потерял милость моря (1976)
- Джулия (1977)
- Караваны (1978)
- Леди исчезает (1979)
- Нижинский (1980)
- Индиана Джонс: В поисках утраченного ковчега (1981)
- Никогда не говори «никогда» (1983)
- Индиана Джонс и храм судьбы (1984)
- Вода (1985)
- Леди Джейн (1986)
- Индиана Джонс и последний крестовый поход (1989)